# Troisième concile de Constantinople
Pour les articles homonymes, voir Concile de Constantinople.
Le troisième concile de Constantinople comporta dix-huit sessions qui se déroulèrent du 7 novembre 680 au 16 septembre 681. Il est considéré comme le sixième concile œcuménique tant par les Églises orthodoxes que par l’Église catholique romaine ainsi que par certaines autres Églises occidentales.
Ce concile condamna les doctrines du monoénergisme et du monothélisme et jeta l’anathème sur ses premiers défenseurs, les patriarches de Constantinople Serge, Pyrrhus et Cyr, ainsi que le pape Honorius. Il confirma la doctrine que Jésus-Christ était doté de deux énergies et de deux volontés (divine et humaine). L’empereur Constantin IV prit une part active aux délibérations des onze premières sessions de même qu’à la session finale, ayant dû mener entretemps une expédition contre les Bulgares.

## Contexte historique

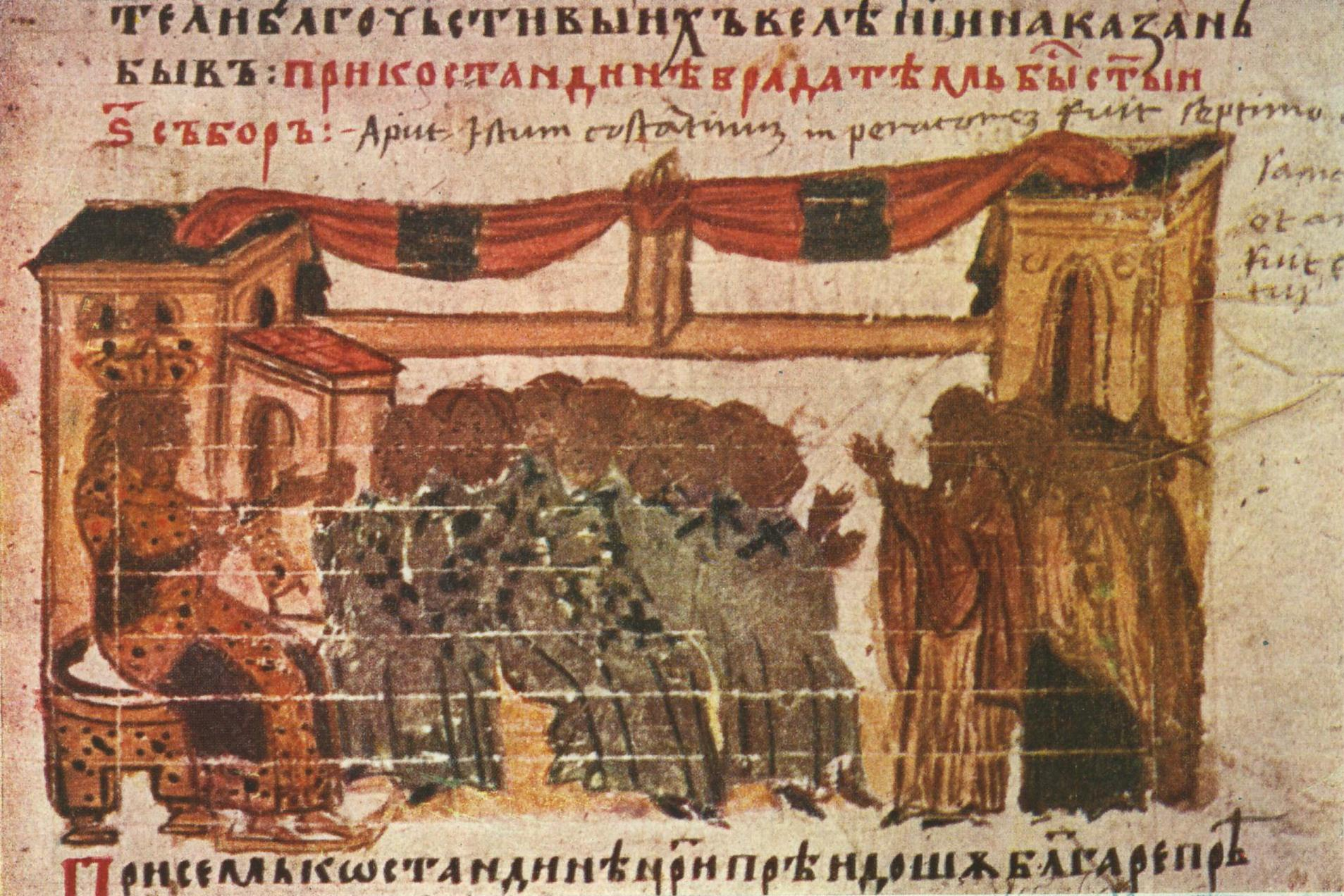
« Sixième concile œcuménique » (Miniature 45 de la Chronique de Constantin Manasses).

Ce concile avait pour but de mettre un terme aux controverses théologiques ayant eu cours au Ve siècle, lesquelles s’étaient amplifiées sous les règnes des empereurs Héraclius (r. 610-641) et Constant II (r. 641-668). Conflit religieux certes, mais également conflit politique puisque les partisans du monophysisme étaient particulièrement nombreux en Syrie, en Égypte, en Mésopotamie et en Arménie.
Dans le but d'unifier les chrétiens de l'empire et de pouvoir contrer l'importante menace perse, puis arabe, l’empereur Héraclius chercha à élaborer un compromis, le monoénergisme, en fonction duquel bien que le Christ ait eu deux « natures », il n’avait qu’une « énergie ». Ce compromis rejeté, un deuxième compromis fut présenté par le patriarche Serge de Constantinople en 616. Appelé « monothélisme » cette variante du monoénergisme proclamait que bien que le Christ ait eu deux natures, il n’avait qu’une seule volonté (qualifiée de « théandrique » c'est-à-dire divino-humaine), car il ne pouvait y avoir en lui d’opposition entre sa volonté humaine et sa volonté divine.
Le monothélisme fut bien accueilli par certains monophysites dont ceux d’Égypte qui, en 633, réintégrèrent l’Église orthodoxe. Cependant plusieurs théologiens s’opposèrent à cette formulation, en particulier à la notion d’une seule activité. Pour apaiser les esprits, le patriarche Serge promulgua en 663 un décret, le Pséphos, interdisant à tout chrétien de soulever la question. À Rome, le pape Honorius Ier confirma le Pséphos, mais laissa la porte ouverte à une seule volonté du Christ. Voulant clore le débat, l’empereur fit publier en 638 une profession de foi, l’Ecthèse qui confirmait le Pséphos et reconnaissait au Christ une volonté unique. Cette publication n'eut pas l'effet politique escompté : non seulement les monophysites n'y adhérèrent pas, mais cette publication marqua le point de départ d'un nouveau conflit entre les patriarcats de Rome et Constantinople.
Acceptée par certains patriarches d’Orient, cette nouvelle doctrine se heurta à l’opposition de Rome où le pape Jean IV (r. 640-642) condamna le monothélisme en 640. La mort d’Héraclius d’une part, la perte des provinces orientales d’Égypte, de Syrie et de Palestine aux mains des Arabes d’autre part modifièrent l’équilibre des forces politiques et partant, religieuses . Constant II (r. 641-668) crut faire cesser la controverse en interdisant en 648 toute discussion sur le sujet dans l’empire. Mais le pape Martin Ier (r. 649-653) convoqua un concile en 649 qui condamna et le monoénergisme et le monothélisme. L’empereur fit alors arrêter le pape, lequel, accusé de haute trahison, fut condamné et exilé à Cherson où il mourut des sévices reçus.
Lorsqu’il arriva au pouvoir, Constantin IV (r. 668-685) dut d’abord faire face au péril arabe dont l’avancée s’étendait jusqu’aux portes de Constantinople,. Ses succès contre Muʿawiya en 678 lui permirent de se tourner contre une nouvelle menace, celle des Turcs bulgares qui cherchaient à s’installer dans la région du delta du Danube. Dans un premier temps, à l’été 678, il leur infligea une sévère défaite dans la vallée du Strymon qui les obligea à fuir vers le nord, permettant ainsi de croire la paix revenue de ce côté.
Ayant perdu tout espoir de récupérer les provinces d’Orient où se concentraient les partisans du monothélisme, Constantin crut le moment venu de résoudre la question du monothélisme qui continuait à empoisonner les relations avec la papauté.

## Préparatifs
Il écrivit en 678 au pape Donus (r. 676-678) suggérant la tenue d’un concile qui règlerait la question une fois pour toutes. Lorsque la lettre parvint à Rome, le pape Donus était mort, mais son successeur Agathon (r. 678-681) réagit favorablement à l’idée et fit convoquer des synodes à travers l’Europe pour recueillir les vues de l’Occident chrétien, puis il réunit un synode général de quelque cent-vingt-cinq évêques à Rome lors de la fête de Pâques 680 pour faire la synthèse de ces discussions et présenter la position commune des Églises d’Occident. On y choisit également les représentants du pape au Concile. La délégation qui devait arriver à Constantinople en septembre 680 était constituée entre autres des évêques de Palerme, Reggio, Porto, de leurs suites et d’un prêtre nommé Théodore, légat de l’Église grecque de Ravenne,. Elle était porteuse de deux lettres, l’une du pape Agathon à l’empereur et l’autre des participants au synode de Rome à l’endroit de leurs collègues sur place à Constantinople. Dès leur arrivée, l’empereur donna instruction au patriarche Georges Ier de Constantinople de convoquer tous les évêques relevant de sa juridiction. Il demanda également la présence du patriarche d’Antioche, Macaire, qui résidait à Constantinople en raison de l’occupation arabe de son territoire. Les sièges patriarcaux d’Alexandrie et de Jérusalem étant vacants, ils furent représentés au concile par des « tenant-lieu » (τοποτηρηταί) : le « prêtre Pierre » pour Alexandrie, et le « prêtre Georges » représentant le gardien du siège de Jérusalem.

## Déroulement
La première session du concile devait se tenir le 7 novembre 680 dans la salle du Grand Palais recouverte d’un dôme d’où son nom de Trullus. Elle ne réunit que trente-sept évêques ainsi qu’un nombre indéterminé d’assistants. La session fut présidée par l’empereur ayant à sa gauche les légats du pape et de son concile ainsi que le représentant du patriarcat de Jérusalem et, à sa droite, les patriarches de Constantinople et d’Antioche ainsi que le représentant d’Alexandrie. L’évangile ayant été placé au centre de l’assemblée, celle-ci se déclara « œcuménique », comptant des représentants des cinq patriarcats. L’empereur présida cette session ainsi que les dix suivantes, après quoi il dut partir combattre les Bulgares, ne revenant que pour la session finale.
Les premiers à prendre la parole furent les représentants du pape, lesquels s’adressant à l’empereur, rappelèrent que quarante-six ans auparavant le patriarche Serge de Constantinople avait exposé une nouvelle théorie à l’effet qu’il n’y avait en Jésus-Christ qu’une seule volonté et une seule opération, lui demandant d’où venait cette nouveauté. La réplique fut donnée par les patriarches Georges de Constantinople et Macaire d’Antioche qui répondirent qu’ils ne faisaient ainsi qu’enseigner la doctrine acceptée par les conciles œcuméniques précédents et exposée par les patriarches Serge, Paul, Pyrrhus et Pierre de Constantinople, par le pape Honorius et par Cyrus, évêque d’Alexandrie. Macaire s’appuya notamment sur un discours de saint Cyrille à l’empereur Théodose compris dans le premier volume du concile d’Éphèse à l’effet que : « L’appui de votre empire est le même Jésus-Christ par qui les rois règnent, et les princes rendent justice : car sa volonté est toute-puissante ».
Les deux sessions suivantes furent consacrées à l’examen des actes du Concile de Chalcédoine et du Deuxième Concile de Constantinople où l’on découvrit que certains textes du « Discours de Mennas, archevêque de Constantinople, à Vigile, pape de Rome, sur ce qu’il n’y a qu’une volonté en Jésus-Christ » avaient été falsifiés par l’addition de deux livres sous le nom du pape Vigile.
La quatrième session (15 novembre) fut consacrée à la lecture des lettres du pape Agathon et du synode tenu à Rome qu’il avait fallu faire traduire en grec, tâche imposante car il s’agissait de longs exposés doctrinaux chargés de passages des Pères et de l’Écriture. Toutes deux condamnaient le monothélisme et ne contenaient nulle mention de la position adoptée par le pape Honorius.
Le patriarche Macaire ayant demandé du temps pour rassembler les textes appuyant ses théories, la cinquième session ne fut tenue que le 7 décembre 680 et la sixième le 12 février 681. Le patriarche Macaire y déposa trois volumes de passages tirés des écrits des Pères de l’Église à la défense de sa position.
Au cours de la huitième session, le 7 mars, l’empereur demanda aux patriarches Georges et Macaire s’ils acceptaient le contenu des lettres envoyées par le pape Agathon et son concile. Le patriarche de Constantinople modifia sa position et confessa les deux volontés et les deux opérations. Il fut suivi des autres évêques dépendant de Constantinople et de la plupart des autres évêques, à l’exception de l’évêque Théodore d’Arménie qui présenta un mémoire demandant que l’on ne condamnât ni les tenants de la première position, ni ceux de la deuxième, les conciles œcuméniques précédents ne s’étant pas prononcés sur le sujet. Le patriarche Macaire d’Antioche maintint ses positions, même s’il fut abandonné par cinq évêques de sa dépendance. L’assemblée prononça ensuite l’anathème contre Macaire qui fut démis de sa charge d’évêque.
Il ne devait plus assister aux sessions jusqu’à la quatorzième. Au cours de la neuvième session le 8 mars, on invita Théodore de Mélitène et les trois autres évêques qui s’étaient joints à lui à reprendre leur place. Le seul disciple de Macaire qui restait, un nommé Étienne, fut chassé de l’assemblée.
Entre-temps, le nombre d’évêques arrivant à Constantinople augmentait : douze évêques s’ajoutèrent à la dixième session et une trentaine à la onzième. On y lut divers textes dans le but d’en extirper les passages se référant à une unité de volonté et d’opération, condamnant en particulier les textes rédigés par Macaire et son disciple Étienne. C’est à ce moment que l’empereur partit combattre les Bulgares, se faisant représenter pendant les travaux par les patrices Constantin et Anastase et les ex-consuls Polyeucte et Pierre.
La douzième session réunit environ quatre-vingts évêques, mais aucun représentant de l’Église d’Antioche. Le patriarche Macaire ayant entretemps reconnu comme siens divers écrits que le patriarche avait remis à l’empereur pour transmission au concile, on fit demander à l’empereur que lui et ses disciples soient chassés de Constantinople et qu’un autre évêque soit nommé pour le siège d'Antioche.
Lors de la treizième session (28 mars), on jeta l’anathème sur les écrits des patriarches Serge, Cyrus, Pyrrhus, Paul et Pierre ainsi que sur le pape Honorius qui n'avait pas condamné leur doctrine. Une lettre du pape Honorius à Serge, ainsi qu’une de Pyrrhus au pape Jean furent brûlées sur le champ.
Les trois sessions suivantes furent consacrées à l’examen de divers textes dont certains avaient été falsifiés pour étaler la thèse monophysite. Certains évêques éloignés n’arrivèrent à Constantinople que pour la seizième session tenue le 9 août. Georges de Constantinople plaida, mais en vain, pour que l’on s’abstint de jeter l’anathème sur ses prédécesseurs Serge, Pyrrhus, Paul et Pierre.
La dix-septième session datée du 11 septembre servit à définir la confession de foi du Concile qui fut adoptée lors de la dernière session en date du 16 septembre à laquelle assistèrent l’empereur et plus de cent soixante évêques. Dans cette confession de foi, le concile :
- reconnaissait les cinq conciles œcuméniques précédents ;
- condamnait les auteurs de la nouvelle erreur : Théodore de Pharan[N 3], Serge, Pyrrhus, Paul et Pierre de Constantinople ;
- approuvait les deux lettres du pape Agathon et de son concile comme conformes à la doctrine du concile de Chalcédoine.

Les trois légats du pape signèrent le document, suivis des patriarches de Constantinople, d’Alexandrie (représenté par le prêtre Pierre), d’Antioche (Théophane ayant été nommé entretemps pour succéder à Macaire) et de Jérusalem (représenté par le prêtre Pierre). Après quoi l’assemblée acclama l’empereur comme « nouveau David », « nouveau Marcien » et « nouveau Justinien » ; ce dernier ajouta en dernier sa signature et émit un édit pour l’exécution des décrets du concile.
Le pape Agathon devait mourir en janvier 681. Ce fut donc son successeur, Léon II (r. 682-683) qui reçut les deux lettres par lesquelles le concile répondait aux lettres initiales du pape Agathon et des évêques d’Occident qui avaient assisté au synode de Rome et qui confirma à l’empereur la conformité de leur contenu aux doctrines des cinq précédents conciles. La grande querelle du monothélisme était ainsi officiellement terminée.

## Suite des évènements
En réalité, la dispute prit du temps à s’apaiser et le monothélisme ne disparut pas immédiatement du Moyen-Orient. Après l’interlude de Justinien II (r. 685-695; 705-711) au cours de laquelle celui-ci réunit le concile « in Trullo » ou « Quinisexte » qui fit apparaitre les différences de conceptions entre les Églises orientale et occidentale et dont les conclusions furent rejetées par le pape Serge Ier, elle devait ressurgir lorsqu’un successeur de Constantin IV, l’empereur Philippicos (r. 711-713) arriva au pouvoir.
D’origine arménienne, celui-ci, appelé Bardanès à sa naissance, demeurait comme beaucoup de ses compatriotes favorable au monothélisme. Deux mois après son entrée à Constantinople, Philippicos déposa le patriarche Cyrus de Constantinople qui défendait les conclusions du troisième concile de Constantinople et le remplaça par Jean VI de Constantinople, qui partageait ses vues. Dans un édit impérial, il désavoua les décisions de ce concile et décréta le monothélisme seule doctrine autorisée. Un synode purement byzantin fut ensuite organisé : la majorité des évêques souscrivirent à l’édit impérial, y compris le futur patriarche Germain Ier de Constantinople, qui était alors métropolite de Cyzique . Et pour que personne ne se trompe sur ce changement radical, il fit enlever une inscription commémorative de ce concile placée sur la porte du Milion, face au Palais impérial, la remplaçant par une représentation de l’empereur et du patriarche Serge, ancien champion du monothélisme,,. La même année, il voulut rallier son pays d’origine au patriarcat byzantin et expulsa ceux qui s’y opposèrent. Le résultat fut une émigration des Arméniens, qui cessèrent de voir en Byzance leur protectrice, vers les pays arabes.
À Rome la position de l’empereur provoqua une violente opposition. Le pape Constantin (r. 708-715) répondit à la lettre par laquelle Philippicos lui faisait part de son avènement dans des termes qui lui semblèrent profondément hérétiques en interdisant de reproduire l’effigie de l’empereur sur des pièces de monnaie, de référer à son règne dans la datation de documents et même d’inclure son nom dans les prières de l’Église. De plus, il donna l’ordre de faire placer dans l’église de Saint-Pierre les images non seulement du Sixième Concile, mais également des cinq précédents . Les divergences théologiques sur la nature du Christ trouvaient ainsi leur expression dans l’adoption ou l’exclusion de certaines images  et préfiguraient la grande crise de l’iconoclasme.